# Kanton Pucará
Der Kanton Pucará befindet sich in der Provinz Azuay im Süden von Ecuador. Er besitzt eine Fläche von 585 km². Im Jahr 2014 lag die Einwohnerzahl schätzungsweise bei 10.580. Verwaltungssitz des Kantons ist die Ortschaft Pucará mit 911 Einwohnern (Stand 2010). Der Kanton Pucará wurde am 25. Juli 1988 eingerichtet.

## Lage
Der Kanton Pucará befindet sich im Südwesten der Provinz Azuay. Das Gebiet liegt an der Westflanke der Anden. Der Río Jubones fließt entlang der südlichen Kantonsgrenze nach Westen. Die Fernstraße E59 von Pasaje nach Cuenca folgt dem Flusslauf.
Der Kanton Pucará grenzt im Süden an die Kantone Zaruma und Pasaje, beide in der Provinz El Oro, im Westen an den Kanton Camilo Ponce Enríquez sowie im Norden und im Osten an den Kanton Santa Isabel.

## Verwaltungsgliederung
Der Kanton Pucará ist in die Parroquia urbana („städtisches Kirchspiel“)
- Pucará

und in die Parroquia rural („ländliches Kirchspiel“)
- San Rafael de Sharug

gegliedert.